# KP-SAM (ПЗРК)
KP-SAM (кор. 신궁 «Shingung», ханча: 新弓) — південонокорейський ПЗРК, що виробляється компанією LIG Nex1. Міжнародне маркування виробу — Chiron (Хірон).

## Опис
ПЗРК має зовнішню подібність до системи Mistral, але загалом виріб, включаючи системи наведення та управління, бойову частину та двигун, було розроблено в Південній Кореї.
Ракету обладнано інтегрованою системою розпізнавання «свій-чужий», вона має можливість нічного застосування та за несприятливих погодних умов. Під час тестів досягнуто показник ураження 90 %.
За інформацією Агентства з оборонного розвитку, ПЗРК має вищу ймовірність ураження ніж американський FIM-92 Stinger або французький Mistral, нижчу ціну та більшу портативність за зазначені вироби.
Джерелами зазначається ураження низьколетячих цілей на висоті 3,5 км зі швидкістю 697,5 м/с (більш ніж 2,36 маха) та на відстані 7 км .

## Оператори
- Південна Корея: На озброєнні з 2005 року.[1]
- Індонезія: На озброєнні з 2014 року. ВПС Індонезії[en] придбали та використовують Хірон з 2014 р., інтегрувавши їх з системою Oerlikon Skyshield — 35 мм протиповітряною гарматою.

### Невдалі угоди
- Перу: Угода була скасована через проблеми з оплатою.[4]

## Посилання

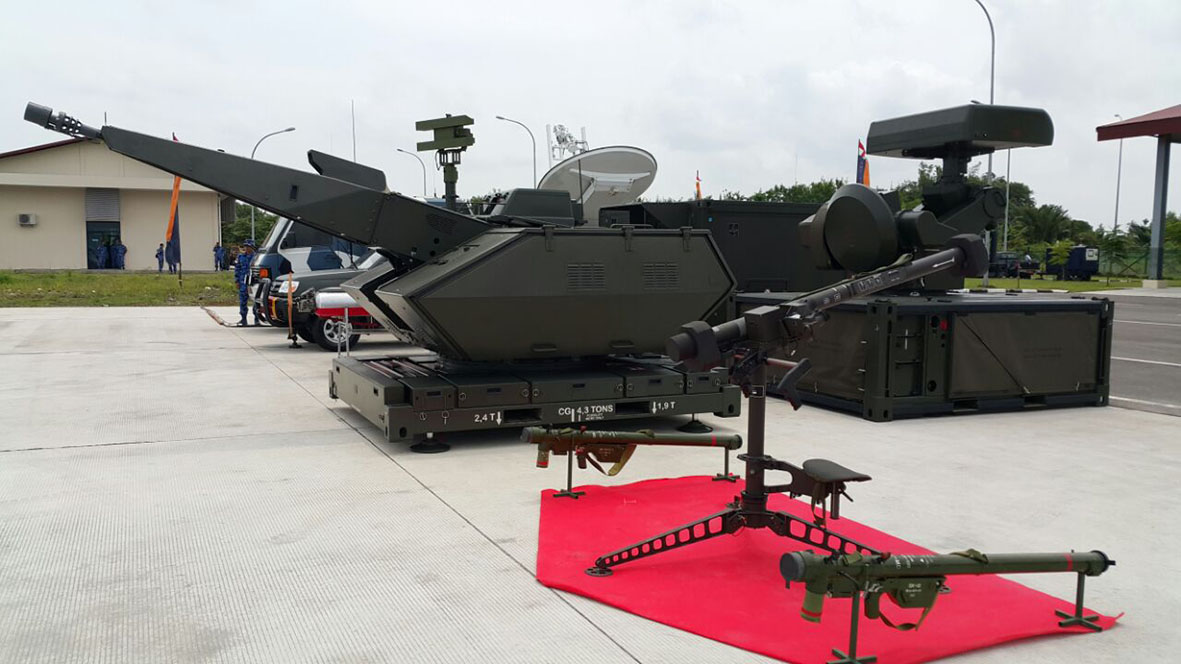
Пускові Хірон та елементи систем ППО під час навчань Angkasa Yudha 2016 року.

### Майбутні поставки
- Україна: 29 вересня 2022 року з'явились чутки, що Південна Корея надасть військової допомоги на 2,9 млрд долларів, в майбутні поставки в тому числі входять ЗРК «Хірон»[5]